# Monte Castello di Vibio
Monte Castello di Vibio é uma comuna italiana da região da Umbria, província de Perugia, com cerca de 1.616 habitantes. Estende-se por uma área de 31 km², tendo uma densidade populacional de 52 hab/km². Faz fronteira com Fratta Todina, San Venanzo (TR), Todi.
Pertence à rede das Aldeias mais bonitas de Itália e à rede das Cidades Cittaslow.

## Demografia
| Variação demográfica do município entre 1861 e 2011                               |
|                                                                                   |
| Fonte: Istituto Nazionale di Statistica (ISTAT) - Elaboração gráfica da Wikipedia |